# Liste der Biografien/Diec
Liste der Biografien |
Portal Biografien |
Personensuche
# |
A |
B |
C |
D |
E |
F |
G |
H |
I |
J |
K |
L |
M |
N |
O |
P |
Q |
R |
S |
T |
U |
V |
W |
X |
Y |
Z |
?
 
Da |
Db |
Dc |
Dd |
De |
Dg |
Dh |
Di |
Dj |
Dk |
Dl |
Dm |
Dn |
Do |
Dq |
Dr |
Ds |
Du |
Dv |
Dw |
Dy |
Dz
 
Dia |
Dib |
Dic |
Did |
Die |
Dif |
Dig |
Dih |
Dij |
Dik |
Dil |
Dim |
Din |
Dio |
Dip |
Diq |
Dir |
Dis |
Dit |
Diu |
Div |
Diw |
Dix |
Diy |
Diz
 
Dieb |
Diec |
Died |
Dief |
Dieg |
Dieh |
Diek |
Diel |
Diem |
Dien |
Diep |
Dier |
Dies |
Diet |
Dieu |
Diev |
Diew |
Diez
Die Liste der Biografien führt alle Personen auf, die in der deutschsprachigen Wikipedia einen Artikel haben. Dieses ist eine Teilliste mit 95 Einträgen von Personen, deren Namen mit den Buchstaben „Diec“ beginnt.

## Diec

### Diech
- Diechler, Gabriele (* 1961), deutsche Autorin

### Dieci
- Dieci, Enzo (* 1934), italienischer Geistlicher, römisch-katholischer Bischof

### Dieck
- Dieck, Alfred (1906–1989), deutscher Archäologe
- Dieck, Andreas, deutscher Radio- und FernsehmoderatorAndreas Dieck

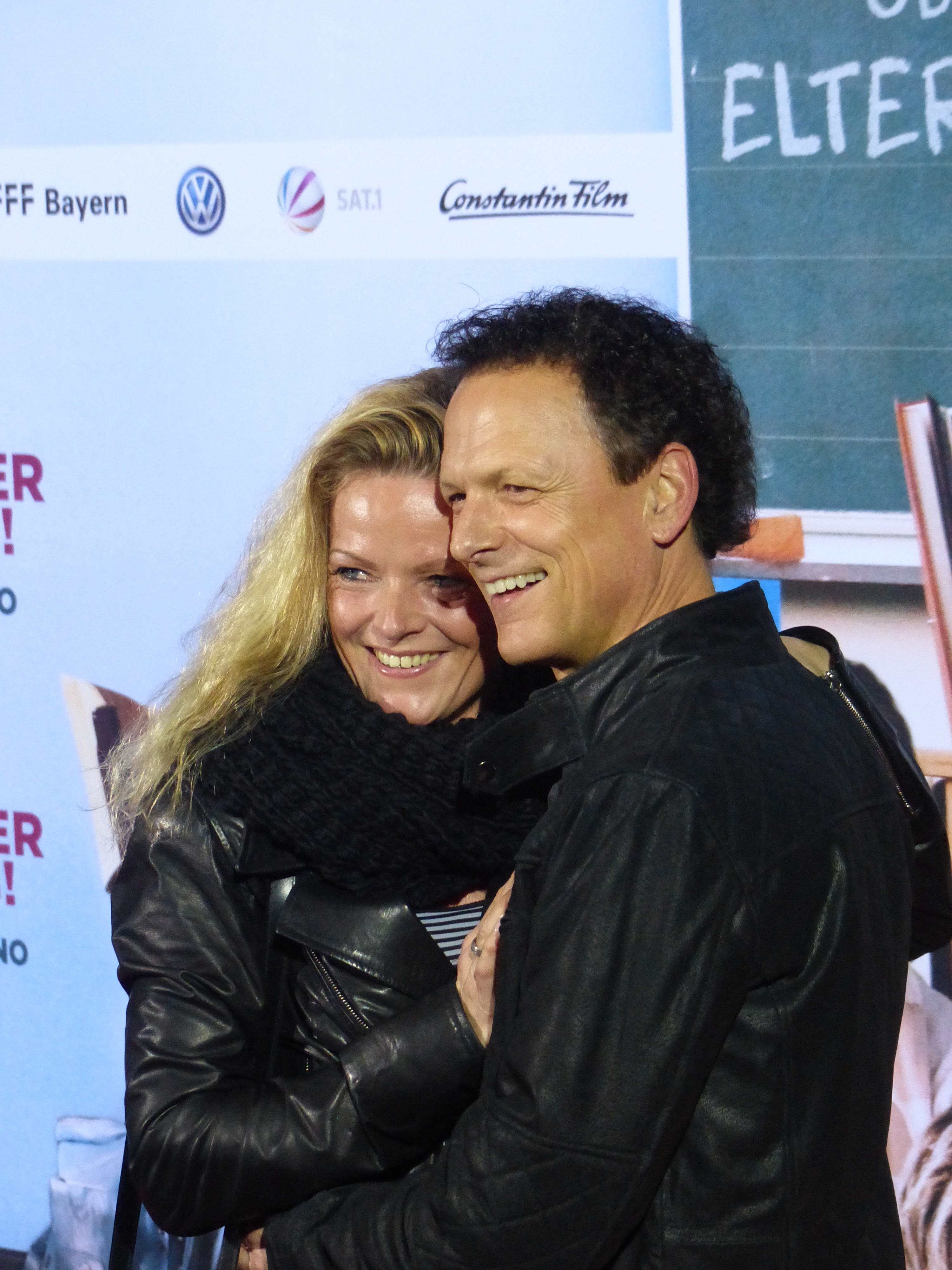
Andreas Dieck

- Dieck, Christian (* 1982), deutscher Komponist und Lyriker
- Dieck, Georg (1847–1925), deutscher Botaniker und Entomologe
- Dieck, Karl Friedrich (1798–1847), deutscher Jurist
- Dieck, Tim (* 1996), deutscher Eiskunstläufer
- Dieck, Walter (1896–1985), deutscher Kunsthistoriker
- Dieck, Wilhelm (1867–1935), deutscher Zahnmediziner
- Dieck-Assad, María de Lourdes (* 1954), mexikanische Wirtschaftswissenschaftlerin und Botschafterin
- Dieckbreder, Frank (* 1971), deutscher Erziehungswissenschaftler
- Diecke, Johann vom (1585–1652), Kaufmann und Ratsherr der Hansestadt Lübeck
- Dieckell, Friedrich (1931–2013), deutscher Unternehmer und Mäzen
- Dieckelman, John (* 1960), US-amerikanischer Basketballtrainer
- Dieckelmann, Bruno (1897–1967), deutscher Politiker (NSDAP), MdR und SA-Führer
- Diecken, Jutta von (* 1961), deutsche Tischtennisspielerin
- Dieckerhoff, Christiane (* 1960), deutsche Autorin
- Dieckerhoff, Wilhelm (1835–1903), deutscher Tierarzt
- Dieckert, Jürgen (* 1935), deutscher Sportwissenschaftler
- Dieckert, Kurt (1893–1959), deutscher Architekt, Baurat und Offizier; militärgeschichtlicher Chronist von Ostpreußens UntergangKurt Dieckert (1893–1959)

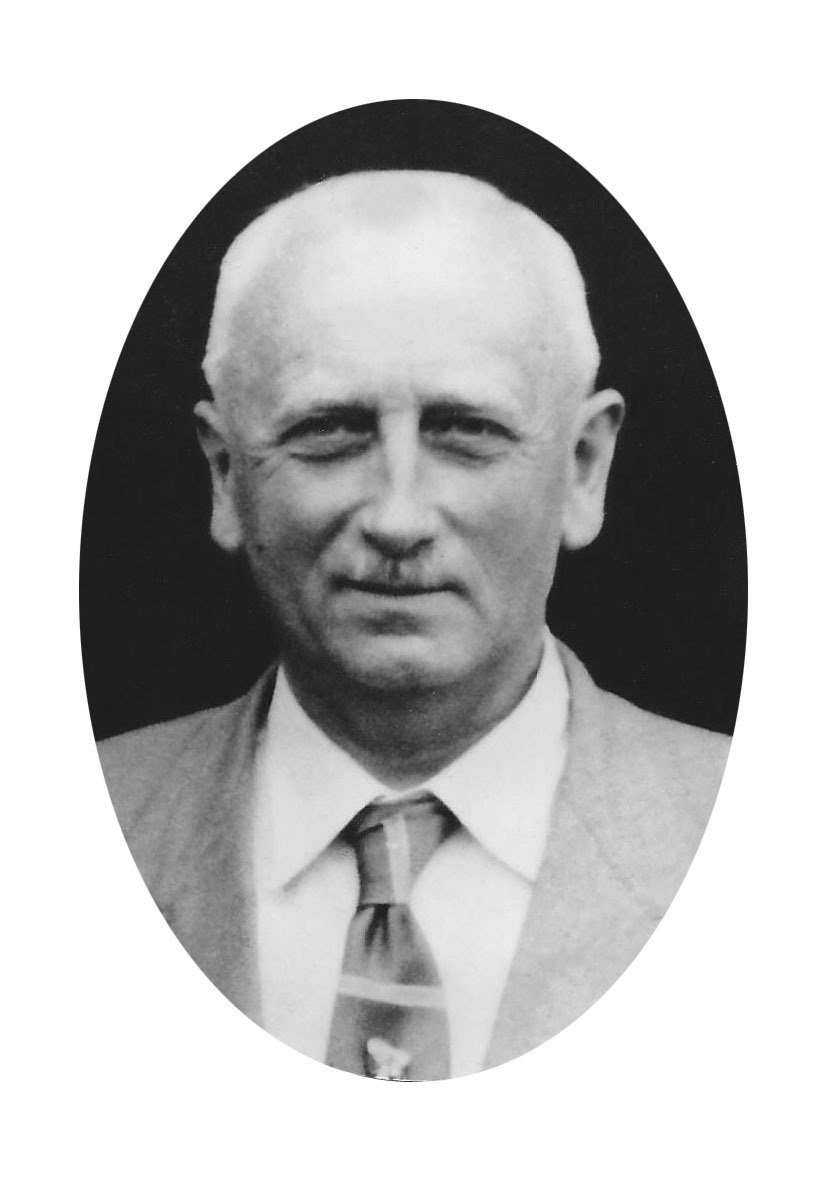
Kurt Dieckert (1893–1959)

- Dieckheuer, Gustav (* 1940), deutscher Volkswirtschaftler
- Dieckhoff, August (1805–1891), deutscher Architekt, preußischer Baubeamter
- Dieckhoff, August Wilhelm (1823–1894), deutscher lutherischer Theologe
- Dieckhoff, Dieter (1929–2022), deutscher Politiker (CDU), MdL
- Dieckhoff, Hans-Heinrich (1884–1952), deutscher Diplomat
- Dieckhoff, Hermann (1896–1958), deutscher Schauspieler
- Dieckhoff, Martina (* 1977), deutsche Sozialwissenschaftlerin und Hochschullehrerin
- Dieckhoff, Max (1895–1982), deutscher Althistoriker
- Dieckhoff, Otto (1872–1947), deutscher Gymnasialprofessor
- Dieckmann, Albert (1854–1914), deutscher Verwaltungsbeamter
- Dieckmann, August (1832–1908), preußischer Generalmajor
- Dieckmann, August (1856–1913), deutscher Politiker und Jurist
- Dieckmann, August (1912–1943), deutscher SS-Führer im Zweiten Weltkrieg
- Dieckmann, Bärbel (* 1949), deutsche Politikerin (SPD), Oberbürgermeisterin von Bonn
- Dieckmann, Bärbel (* 1961), deutsche Bildhauerin
- Dieckmann, Bernhard (1867–1946), deutscher Politiker (DDP)
- Dieckmann, Bodo (* 1952), deutscher Archäologe
- Dieckmann, Carl (1879–1955), deutscher Politiker (DDP)
- Dieckmann, Carl-Heinz (1923–2006), deutscher Komponist
- Dieckmann, Carolina (* 1978), brasilianische SchauspielerinCarolina Dieckmann (* 1978)

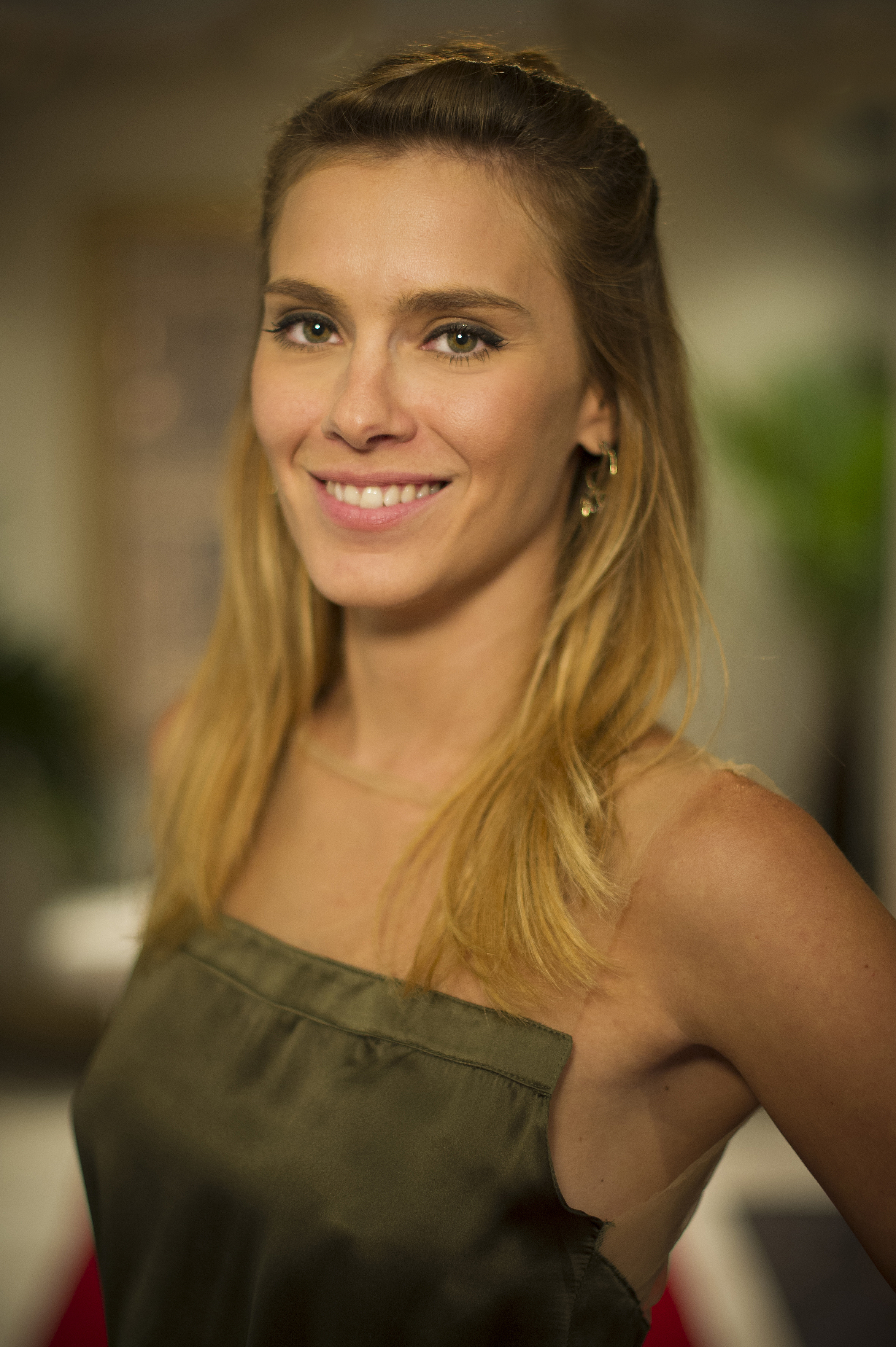
Carolina Dieckmann (* 1978)

- Dieckmann, Carsten (* 1976), deutscher Journalist und Fernsehmoderator
- Dieckmann, Christoph (* 1956), deutscher Journalist und Autor
- Dieckmann, Christoph (* 1960), deutscher Historiker und Autor
- Dieckmann, Christoph (* 1976), deutscher Beachvolleyballspieler
- Dieckmann, Diedrich (1878–1936), deutscher Chemiker und Bauingenieur
- Dieckmann, Dorothea (* 1957), deutsche Schriftstellerin und Journalistin
- Dieckmann, Eberhard (* 1932), deutscher Slawist und Tolstoi-Spezialist
- Dieckmann, Erich (1885–1953), deutscher Jurist, Politiker und Oberbürgermeister von Lüneburg
- Dieckmann, Erich (1896–1944), deutscher Möbeldesigner und Bauhaus-HochschullehrerErich Dieckmann (1896–1944)

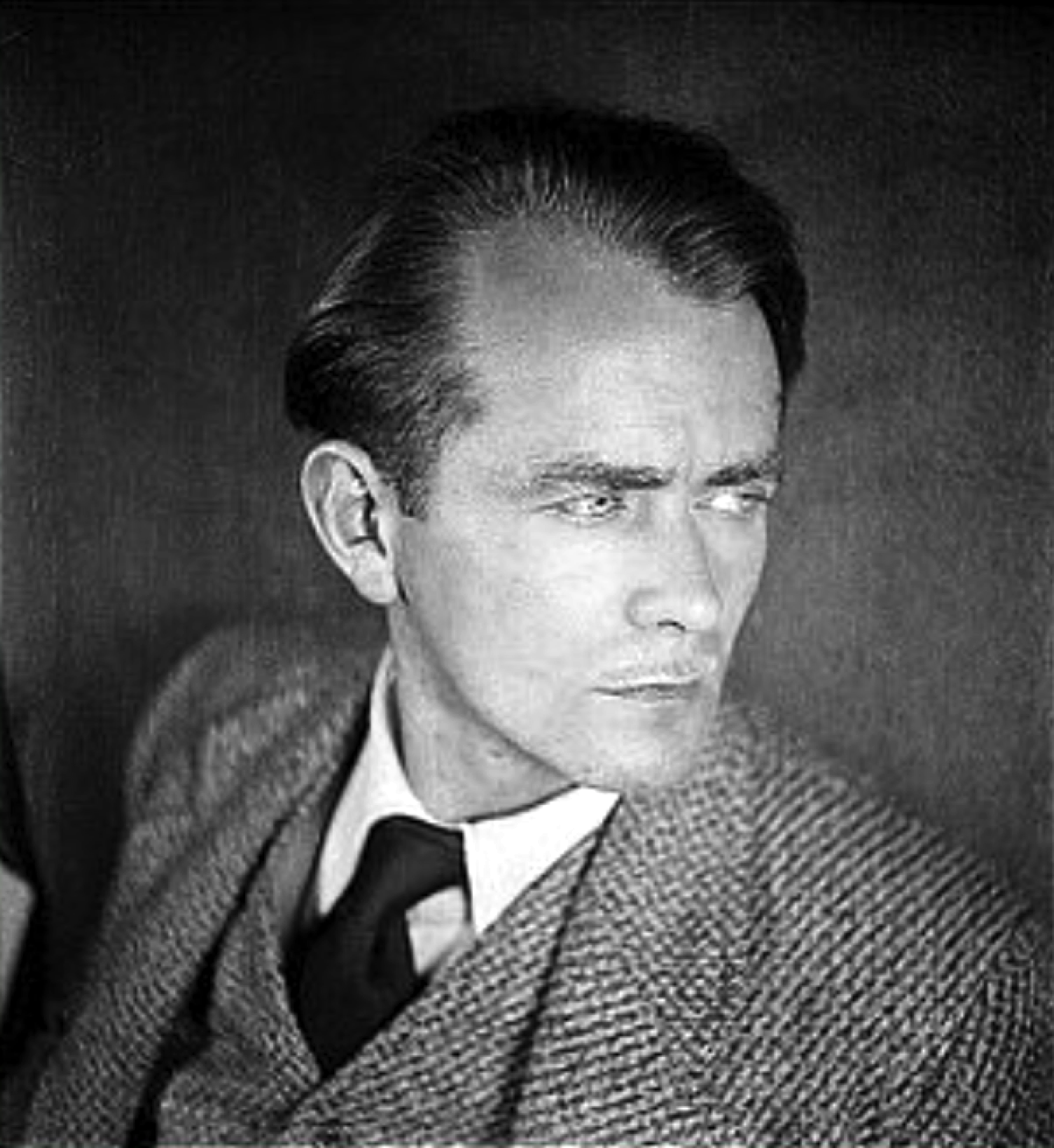
Erich Dieckmann (1896–1944)

- Dieckmann, Felix (1946–2025), österreichischer Holzschneider und Opernregisseur
- Dieckmann, Franz (1875–1944), deutscher Politiker
- Dieckmann, Friedrich (* 1937), deutscher Schriftsteller
- Dieckmann, Georg (1863–1947), deutscher Maler und Radierer
- Dieckmann, Gert (1925–2007), deutscher Neurochirurg
- Dieckmann, Götz (* 1941), deutscher marxistischer Neuzeithistoriker
- Dieckmann, Guido (* 1969), deutscher Schriftsteller
- Dieckmann, Heinrich (1867–1941), deutscher Agrarpolitiker
- Dieckmann, Heinrich (1890–1963), deutscher Maler und Designer
- Dieckmann, Heinrich-Dietrich (* 1935), deutscher Diplomat
- Dieckmann, Herbert (1906–1986), deutsch-US-amerikanischer Romanist
- Dieckmann, Hermann (1818–1887), deutscher Lehrer und Schuldirektor
- Dieckmann, Hermann (1885–1957), deutscher Politiker (CDU), MdL
- Dieckmann, Holger (* 1943), deutscher Fußballspieler
- Dieckmann, Jan (* 1958), deutscher evangelischer Theologe, Pastor und Moderator der Sendung Tacheles
- Dieckmann, Jochen (* 1947), deutscher Politiker (SPD), MdL, Finanzminister von Nordrhein-Westfalen
- Dieckmann, Jochen (* 1959), deutscher Journalist und Moderator
- Dieckmann, Johannes (1893–1969), deutscher Politiker (DVP, LDPD), MdV, VolkskammerpräsidentJohannes Dieckmann (1893–1969)

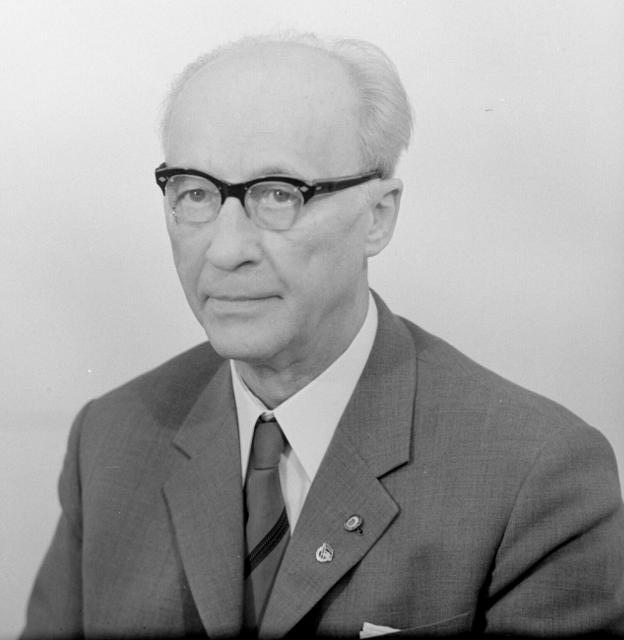
Johannes Dieckmann (1893–1969)

- Dieckmann, Jürgen (1944–2022), deutscher Fußballspieler
- Dieckmann, Jutta, deutsche Fußballspielerin
- Dieckmann, Klaus-Dieter (* 1959), deutscher Fußballspieler
- Dieckmann, Lilly (1882–1958), deutsche Pianistin, Salonnière und Mäzenin
- Dieckmann, Liselotte (1902–1994), US-amerikanische Germanistin, Komparatistin und Übersetzerin deutscher Herkunft
- Dieckmann, Lothar (1920–1990), deutscher Entomologe
- Dieckmann, Markus (* 1976), deutscher Beachvolleyballspieler
- Dieckmann, Max (1882–1960), deutscher Hochfrequenztechniker
- Dieckmann, Oliver (* 1968), deutscher Filmproduzent, Filmregisseur und Dramaturg
- Dieckmann, Peter Michael (* 1961), deutscher Kriminalbeamter, Reiki-Lehrer und Autor
- Dieckmann, Rieke (* 1996), deutsche Fußballspielerin
- Dieckmann, Roland (* 1965), deutscher Politiker (CDU), MdB
- Dieckmann, Rolf (* 1947), deutscher Journalist, Cartoonist, Satiriker und Schriftsteller
- Dieckmann, Sören (* 1996), deutscher Fußballspieler
- Dieckmann, Theodor (* 1816), deutscher Verwaltungsjurist und preußischer Abgeordneter
- Dieckmann, Walter (1869–1925), deutscher Chemiker und Hochschullehrer
- Dieckmann, Walther (* 1933), deutscher Germanist, Sprachwissenschaftler und Hochschullehrer
- Dieckmann, Wilhelm (1863–1933), deutscher Landwirt und Politiker (NSDAP), MdR
- Dieckmann, Wilhelm (1889–1947), deutscher Politiker (SPD), MdR
- Dieckmann, Wilhelm (1893–1944), deutscher Offizier, Archival und Widerstandskämpfer im Dritten Reich
- Dieckmann, Wilhelm (1902–1934), deutscher Kletterer und Bergsteiger, Gegner des Nationalsozialismus
- Dieckow, Katja (* 1984), deutsche Wasserspringerin
- Dieckvoß, Christa (* 1937), deutsche Leichtathletin
- Dieckvoß, Hans Hermann (* 1939), deutscher Jurist und Politiker (FDP), MdL
- Dieckvoß, Wilhelm (1908–1982), deutscher Astronom
- Dieckwisch, Liza (* 1989), deutsche Künstlerin

### Diecm
- Diecmann, Johann (1647–1720), deutscher Pädagoge und lutherischer Theologe